# 4286 Rubtsov
4286 Rubtsov је астероид главног астероидног појаса чија средња удаљеност од Сунца износи 2,917 астрономских јединица (АЈ).
Апсолутна магнитуда астероида је 11,6.